# Lodewijk I van Bourbon-Vendôme
Lodewijk I van Bourbon-Vendôme (circa 1376 - Tours, 21 december 1446) was van 1393 tot aan zijn dood graaf van Vendôme. Hij behoorde tot het huis Bourbon.

## Levensloop
Lodewijk I was de tweede zoon van graaf Jan I van La Marche en gravin Catharina van Vendôme. Na de dood van zijn vader in 1393 regeerde hij samen met zijn moeder over het graafschap Vendôme. Nadat zijn moeder in 1403 haar rechten op Vendôme aan hem had afgestaan en Lodewijk hertog Lodewijk II van Anjou had gehuldigd als leenheer, begon Lodewijk zelfstandig over het graafschap te regeren. In 1406 kocht hij eveneens de baronie Mondoubleau in Maine over van Charles de la Rivière.
In zijn jonge jaren vocht Lodewijk in Engeland aan de zijde van de hertog van Derby tegen de heerschappij van koning Richard II. Na de afzetting van Richard in 1299 kwam de hertog van Derby als Hendrik IV op de Engelse troon en werd het huis Lancaster gesticht.
Na zijn terugkeer naar Frankrijk was hij een aanhanger van hertog Lodewijk I van Orléans, die Frankrijk regeerde in naam van zijn geesteszieke broer Karel VI en daardoor in conflict gekomen was met hertog Jan zonder Vrees van Bourgondië. Na de moord op Orléans in 1407 werd Lodewijk door Jan zonder Vrees gevangengenomen, maar in 1308 werd hij door de Bourgondische hertog tot grootkamerheer van Frankrijk benoemd. Hij ondersteunde voortaan hertog Bernard VII van Armagnac, die de leiding van de aanhangers van Orléans op zich genomen had. Toen de Bourgondiërs in 1412 Vendôme aanvielen, werd Lodewijk opnieuw gevangengenomen. In augustus 1412 werd het Verdrag van Auxerre getekend tussen de Armagnacs en Bourguignons en kwam hij terug vrij.
In november 1413 werd Lodewijk benoemd tot grootmeester van Frankrijk en kreeg hij de regering over de provincies Champagne, Brie en Picardië toevertrouwd. Hij werd als diplomaat naar Engeland gestuurd om koning Hendrik V te overtuigen om de Honderdjarige Oorlog niet te hervatten. Lodewijk stelde een huwelijk voor tussen Hendrik V en Catharina van Valois, dochter van koning Karel VI van Frankrijk, maar Hendrik V weigerde het vredesaanbod.
Nadat het Engelse leger in de zomer van 1415 op de kusten van Normandië landde, vocht Lodewijk op 25 oktober van dat jaar in de voor Frankrijk desastreuze Slag bij Azincourt, waarbij hij gevangengenomen werd door John Cornwall. Lodewijk werd naar Engeland gebracht en moest als losgeld een som van 100.000 écu betalen aan de Engelse koning. Omdat hij niet in staat was om de volledige geldsom te betalen, werd Lodewijk uiteindelijk vrijgelaten na het betalen van 54.000 écu.
Na zijn terugkeer in Frankrijk verdedigde Lodewijk de rechten van dauphin Karel VII tegen de bepalingen van het Verdrag van Troyes en de Engelse bezetting van Noord-Frankrijk. Ook de strijd tegen de hertog van Bourgondië, die een alliantie met Engeland had gesloten, werd voortgezet. Op 31 juli 1423 voerde Lodewijk een Frans-Schots leger aan in de Slag bij Cravant, waarbij hij het opnam tegen het Engels-Bourgondisch leger. Het leger van Lodewijk verloor en hij belandde opnieuw in gevangenschap. Als gevolg van de nederlaag verloor hij ook het graafschap Vendôme aan de Engelsen.
Nadat koning Karel VII de vrijlating van Lodewijk bewerkstelligde, werd hij in 1425 opnieuw benoemd tot grootmeester van Frankrijk, een mandaat dat hij in 1418 had moeten afstaan aan Thibaud de Neuchâtel. Daarna streed hij aan de zijde van Jeanne d'Arc in het offensief tegen de Engelsen en nam hij onder meer in 1429 deel aan de ontzetting van Orléans. In 1430 nam Lodewijk deel aan de Slag bij Compiègne en kon hij het graafschap Vendôme heroveren. In 1435 was hij medeondertekenaar van de Vrede van Atrecht, die de alliantie tussen Bourgondië en Frankrijk herstelde.
In 1440 nam Lodewijk deel aan de Praguerie, de opstand tegen de legerhervorming van koning Karel VII. Na de mislukking van deze opstand kreeg hij genade van de koning.
Lodewijk stierf in december 1446. Hij werd bijgezet in de kloosterkerk van Saint-Georges in Vendôme, terwijl zijn hart bijgezet werd in de Chapelle de l'Annonciation in de Kathedraal van Chartres. 

## Huwelijken en nakomelingen
In 1414 huwde Lodewijk met zijn eerste echtgenote Blanche (overleden in 1421), dochter van graaf Hugo II van Roucy. Het huwelijk bleef kinderloos.
Op 24 augustus 1424 hertrouwde hij in Rennes met Johanna (1405-1468), dochter van heer Gwijde XIII van Laval. Ze kregen drie kinderen:
- Catharina (1425), jong gestorven
- Gabrielle (1426), jong gestorven
- Jan VIII (1428-1478), graaf van Vendôme

Tijdens zijn gevangenschap in Engeland verwekte Lodewijk bij Sybil Boston een buitenechtelijke zoon: Jan (1420-1496), heer van Preaux.

## Voorouders
| Voorouders van Lodewijk I van Bourbon-Vendôme | Voorouders van Lodewijk I van Bourbon-Vendôme                         | Voorouders van Lodewijk I van Bourbon-Vendôme                         | Voorouders van Lodewijk I van Bourbon-Vendôme                         | Voorouders van Lodewijk I van Bourbon-Vendôme                         | Voorouders van Lodewijk I van Bourbon-Vendôme                       | Voorouders van Lodewijk I van Bourbon-Vendôme                       | Voorouders van Lodewijk I van Bourbon-Vendôme                       | Voorouders van Lodewijk I van Bourbon-Vendôme                       |
| --------------------------------------------- | --------------------------------------------------------------------- | --------------------------------------------------------------------- | --------------------------------------------------------------------- | --------------------------------------------------------------------- | ------------------------------------------------------------------- | ------------------------------------------------------------------- | ------------------------------------------------------------------- | ------------------------------------------------------------------- |
| Overgrootouders                               | Lodewijk I van Bourbon (1279-1341) ∞ Maria van Avesnes (1280–1354)    | Lodewijk I van Bourbon (1279-1341) ∞ Maria van Avesnes (1280–1354)    | Hugo van Châtillon (-) ∞ 1270 Jeanne de Dargies (-1334)               | Hugo van Châtillon (-) ∞ 1270 Jeanne de Dargies (-1334)               | Burchard VI van Vendôme (-1353) ∞ Alix van Bretagne (1297-1377)     | Burchard VI van Vendôme (-1353) ∞ Alix van Bretagne (1297-1377)     | Jean de Ponthieu ∞ Catherine d'Artois.                              | Jean de Ponthieu ∞ Catherine d'Artois.                              |
| Grootouders                                   | Jacob I van La Marche (1319-1362) ∞ Johanna van Châtillon (1280–1354) | Jacob I van La Marche (1319-1362) ∞ Johanna van Châtillon (1280–1354) | Jacob I van La Marche (1319-1362) ∞ Johanna van Châtillon (1280–1354) | Jacob I van La Marche (1319-1362) ∞ Johanna van Châtillon (1280–1354) | Jan VI van Vendôme (-1364) ∞ Johanna van Ponthieu (-1376)           | Jan VI van Vendôme (-1364) ∞ Johanna van Ponthieu (-1376)           | Jan VI van Vendôme (-1364) ∞ Johanna van Ponthieu (-1376)           | Jan VI van Vendôme (-1364) ∞ Johanna van Ponthieu (-1376)           |
| Ouders                                        | Jan I van La Marche (1344-1393) ∞ Catharina van Vendôme (1350–1412)   | Jan I van La Marche (1344-1393) ∞ Catharina van Vendôme (1350–1412)   | Jan I van La Marche (1344-1393) ∞ Catharina van Vendôme (1350–1412)   | Jan I van La Marche (1344-1393) ∞ Catharina van Vendôme (1350–1412)   | Jan I van La Marche (1344-1393) ∞ Catharina van Vendôme (1350–1412) | Jan I van La Marche (1344-1393) ∞ Catharina van Vendôme (1350–1412) | Jan I van La Marche (1344-1393) ∞ Catharina van Vendôme (1350–1412) | Jan I van La Marche (1344-1393) ∞ Catharina van Vendôme (1350–1412) |
| Lodewijk I van Bourbon-Vendôme (1376-1446)    |                                                                       |                                                                       |                                                                       |                                                                       |                                                                     |                                                                     |                                                                     |                                                                     |